# Georges Sorel
Georges Eugène Sorel (Cherbourg, 2 novembre 1847 – Boulogne-sur-Seine, 29 agosto 1922) è stato un filosofo, sociologo, ingegnere e pensatore francese, teorico del sindacalismo rivoluzionario.

## Biografia
Figlio di un commerciante di vini caduto in bancarotta, Sorel fu un brillante studente. Nel 1865 entrò nell'École polytechnique di Parigi e, conseguita la laurea in ingegneria, dal 1870 esercitò la professione di ingegnere civile di ponti e strade divenendo anche ingegnere capo del Dipartimento dei Lavori Pubblici transalpino, risiedendo per un po' in Corsica e per più tempo a Perpignan. Per aver svolto con profitto questa mansione tecnico-scientifica, nel 1891 venne insignito della Legion d'Onore.
Nel 1892 abbandonò la professione e si trasferì a Parigi, indi a Boulogne-sur-Seine (oggi Boulogne-Billancourt) - dove sarebbe rimasto fino alla morte - per dedicarsi alla scrittura di opere di filosofia, storia ma soprattutto di scienze sociali e politica che gli procurarono una vasta notorietà.
Il percorso ideologico politico di Sorel attraversò varie fasi: dal 1893 al 1897 si dichiarò socialista e marxista e si interessò della concezione materialistica della storia di Antonio Labriola scrivendo le prefazioni alle sue opere. Nel 1898 si inserì nella discussione critica iniziata dal 1896 da Eduard Bernstein con la sua teoria revisionista della dottrina di Marx ed Engels, avanzando la successiva interpretazione volontaristica e antipositivistica del socialismo.
Risentendo della critica crociana a Labriola, nel 1899 aderì alle tesi del revisionismo e del riformismo. Allo sviluppo del pensiero soreliano contribuì anche il dibattito sull'Affare Dreyfus, che investì la Francia che si divise verso la fine del secolo in dreyfusardi e antidreyfusardi: Sorel prese le difese di Dreyfus e partecipò al dibattito vedendovi una speranza per una rinascita morale della democrazia francese.
Per questo fine in un primo momento, pur nella sua diversa interpretazione appoggiò il riformismo socialista schierandosi con il leader dei socialisti francesi Jean Jaurès, ma il definitivo fallimento delle tesi "innocentiste" convinse allora Sorel che per una rinnovata democrazia non vi fosse altra strada che quella del sindacalismo rivoluzionario di cui egli, attraverso i suoi contributi al Divenire sociale di Leone e al Mouvement Socialiste di Lagardelle, fu il principale teorico. Sorel sosteneva cioè che il sindacato, libero da ogni influenza politica, doveva essere lo strumento essenziale della lotta di classe.
Nel 1908 pubblicò il suo libro più famoso, le Considerazioni sulla violenza (Réflexions sur la violence). La prima traduzione italiana dell'opera fu realizzata da Antonio Sarno e pubblicata per i tipi della Casa Editrice Giuseppe Laterza e figli nel 1909 con un'introduzione di Benedetto Croce con il quale Sorel intrattenne una fitta corrispondenza. Ebbe scambi epistolari anche con il sociologo Vilfredo Pareto e con i pubblicisti Mario Missiroli ed Agostino Lanzillo, ma anche saltuariamente con il sociologo e storico Guglielmo Ferrero, con il sociologo Gustave Le Bon, con il filosofo Henri Bergson e per un certo periodo con Antonio Labriola.
Sorel considerava la violenza necessaria nella lotta contro il capitalismo e rimproverava al marxismo volgare il suo carattere utopistico e dogmatico. Le lotte sociali dei lavoratori, e in particolare lo sciopero generale proletario (per differenziarlo invece dallo sciopero generale politico), erano da lui ritenute come il mito sociale garante delle trasformazioni.
Dopo un periodo di disillusioni che lo portò a guardare con simpatia ad alcuni settori dell'estrema destra antiparlamentare francese (1909-1912), divenne un oppositore accanito della guerra scatenata nel 1914 e poi un sostenitore della Rivoluzione russa e dei bolscevichi, tanto da definire Lenin "il più grande teorico del socialismo dai tempi di Marx". Estremamente ostile all'avventura fiumana di Gabriele D'Annunzio e allo stesso poeta abruzzese, il suo pensiero destò più fascino in Italia (dove pubblicò alcuni dei suoi libri, fra cui i Saggi di critica del marxismo) che in ogni altro paese, compresa la stessa Francia.

## Pensiero politico

### L'autonomia politica del proletariato
Afferma Sorel: «il socialismo è una questione morale, nel senso che esso porta alla luce un nuovo modo di giudicare gli atti umani, oppure, seguendo una celebre espressione di Nietzsche, una nuova valutazione di tutti i valori».
Il proletariato non ha bisogno di guide: autorganizzandosi, invece, può rendersi consapevole della sua funzione rivoluzionaria. Contro la tesi marxista del proletariato organizzato in un partito, Sorel auspica - senza per questo riprendere le idee anarchiche di Michail Bakunin ma semmai quelle di Proudhon - che l'azione diretta, senza mediazione alcuna, sia lo strumento dell'azione rivoluzionaria.
Sorel esalta il primato dell'azione: un elogio del "fare" che ha un risvolto filosofico in quanto si richiama alla tesi di Giambattista Vico, ripresa da Marx, secondo cui l'uomo conosce veramente solo quello che fa. Da qui si definisce in Sorel una particolare idea della coscienza di classe che non è data in sé, ma si forma nell'azione con l'acquisizione progressiva di capacità tecniche e morali. Questa crescita, però, può esistere solo se i gruppi operai rimangono, dal punto di vista organizzativo e ideologico, completamente separati dalla società borghese: è questo il principio dell'autonomia operaia che è al centro della tematica soreliana.
Il proletariato arriverà alla coscienza di classe proprio attraverso il meccanismo economico del liberalismo che porta inevitabilmente alla emancipazione dell'operaio, alla rivoluzione, alla lotta di classe che rappresenta «l’aspetto ideologico di una guerra sociale mossa dal proletariato contro tutti gli industriali». In questo scontro «il sindacato, l'alfa e l'omega del socialismo, è strumento della guerra sociale».

### La teoria del mito
L'essenza stessa del pensiero politico di Sorel è rappresentato dalla sua adesione alla "teoria del mito", diffusa nelle filosofie del Novecento.
Nelle Considerazioni sulla violenza del 1906, Sorel raffigura il mito come un sistema di pensiero che fondandosi sulla irrazionalità è esente dalla dimostrazione logica. Il mito rapporta il pensiero all'azione creando una leggenda nella quale l'uomo può agire senza confrontarsi con la storia:
Lo storico israeliano Zeev Sternhell, interprete del sorellismo politico, parla di una centralità, a tal proposito, della potenza dell'elemento mitico e del ruolo che può avere come stimolo all'azione sociale.
Nel suo saggio succitato contrappone al mondo storico un mondo fantastico creato dall'azione, che diviene mito sociale quando viene assimilato dalla masse come punto di riferimento. Il mito sociale è espressione della volontà e non dell'intelletto, ben diversamente dalla utopia che è un prodotto intellettuale. I miti non possono essere messi in discussione, non promettono benefici immediati come l'utopia, ma sono una forza ispiratrice di una violenza che contiene alti valori morali.

### La critica del positivismo
Nel suo altro libro fondamentale, Le illusioni del progresso, edito nel 1908, Sorel critica il positivismo che veicola una fiducia sproporzionata nella capacità della scienza a risolvere tutti i problemi e l'ideologia illuministica del progresso che crea l'illusione pericolosa della felicità prodotta naturalmente dall'operare borghese. Da qui l'accostamento con il pensiero antipositivista di Bergson, anche se non proprio con la sua teoria dello "slancio vitale" dalla quale si discosta esplicitamente. Il pensiero di Sorel si caratterizza, dunque, per una feroce critica antiborghese: la borghesia si accontenta della propria mediocrità ed è attirata solo dalla vita comoda e dal denaro; il parlamento è il tipico luogo politico della borghesia, è utile solo al mantenimento dello status quo, e vi si palesa quel chiacchiericcio vuoto che è tipico dell'essenza borghese.
Il socialismo parlamentare è degenerazione del socialismo in quanto legittima lo Stato e finisce, perciò, per legittimare la borghesia; l'alternativa è l'azione rivoluzionaria del proletariato (che non deve condividere nulla con le istituzioni e le organizzazioni borghesi). Visto che si sta consolidando la prassi di un socialismo parlamentare, va da sé che la rivoluzione non potrà essere condotta dal partito, bensì dal sindacato. Si arriverà alla rivoluzione attraverso lo sciopero che, secondo Sorel, non potrà mai essere strumento di contrattazione poiché è un vero e proprio "tirocinio rivoluzionario": attraverso lo sciopero il proletariato acquisisce coscienza di classe.

### Lo sciopero generale
Dallo sciopero generale condotto non tanto per motivi sindacali quanto per motivi ideologici, si genererà prima il fastidio per lo sconvolgimento dell'ordine sociale, e, in seguito la reazione repressiva violenta della borghesia che farà nascere la spontanea e violenta controreazione rivoluzionaria del popolo guidato dal proletariato. Lo sciopero generale è punto creatore della rivoluzione: porta all'abolizione delle differenziazioni sociali; non ha, però, una tempistica e dei confini precisi, è un'essenza di riscatto sempre presente nelle coscienze dei proletari.
Da questo nucleo si diparte una prospettiva politica che porta a Sorel ad una decisa metamorfosi del marxismo: mito e razionalismo si contrappongono. Solo il "mito politico" è fonte inestinguibile di rigenerazione, gloria politica di ascendenza machiavellica (Carl Schmitt parla di Sorel come del Machiavelli del secolo XX) e eroismo moralizzatore; solo il "mito politico" può costituire, a differenza del razionalismo dottrinario, una forza ideologica concreta

### Il machiavellismo
Alla visione dell'autonomia operaia o alla originarietà del sociale, il teorico francese iniziava a sostituire un machiavellismo creatore, fondato sull'autonomia della politica e sulla centralità del "Principe".
La concezione politica di Sorel, attraversando un percorso che finisce per superare sia la sinistra radicale marxista sia la destra radicale maurassiana con la quale collaborò, assume un'evidente dimensione catastrofistica la quale, secondo Zeev Sternhell, elaborata nella prassi dal realismo politico di Mussolini, finiva per dare vita al movimento e al regime fascista. Mostra bene lo storico israeliano che almeno l'80 per cento dei quadri dirigenti del movimento fascista derivavano dal sindacalismo rivoluzionario italiano, di radice soreliana

## Sorel su Mussolini e il fascismo
Secondo Sternhell, tutta la parabola fascista (regime incluso) non è pensabile se non secondo la teoria politica soreliana: sebbene il regime fascista degli Anni Trenta assomigli poco al sindacalismo rivoluzionario soreliano dei primi del '900, Sternhell tuttavia sostiene che tale regime è comunque assai più vicino alla sintesi ideologica sindacalista rivoluzionaria di quanto lo stalinismo lo sia rispetto al marxismo o i governi democratici rispetto al concetto di sovranità popolare.
La prima formazione politica del giovane Benito Mussolini avvenne proprio nell'ambito del pensiero sindacalista rivoluzionario che poi trasfuse nella rivoluzione fascista contro la borghesia parlamentare. Mussolini definì Sorel «nôtre maître» (nostro maestro) e lodò le Considerazioni sulla violenza di Sorel che aveva insegnato al popolo che «la vita è lotta, sacrificio, conquista, un continuo 'superare se stessi'».
In effetti però la questione dei rapporti di Sorel con Mussolini e il fascismo fu controversa in particolare a causa di testimonianze di Élie Halévy e di Jean Variot. Quest'ultimo, che simpatizzava con il fascismo, pubblicò nel 1922 un necrologio di Sorel e un articolo nel 1935 Propos de Georges Sorel (A proposito di Georges Sorel) dove erano attribuite a Sorel delle pretese dichiarazioni filo-mussoliniane fatte nel 1912 e anche in seguito.
Sembra che fin da prima della guerra, Sorel abbia presentito il destino storico di Mussolini di cui avrebbe detto nel 1912 a Jean Variot:
Già a proposito del suo influsso sulla politica del Duce, di cui si cominciava già a parlare in tutta Europa, Sorel scriveva a Variot:
Avevo sentito parlare di lui già prima della guerra...possiede una comprensione straordinaria della massa italiana..»
Ma al di fuori degli studiosi di Sorel (come Jacques Julliard, Shlomo Sand, Francesco Germinario, Willy Gianinazzi, ecc.) si continuano a divulgare i soliti stereotipi. Così, a quanto riferito da Carlo Ginzburg nel testo Miti Emblemi Spie, il pensiero di Sorel, secondo L'ère des tyrannies di Halévy e una lettera di Marcel Mauss, ispirò Mussolini, come Lenin e in modo indiretto, rifacendosi a Mussolini, Hitler.
Alcuni giudizi espressi nell'epistolario in effetti tendono a contrastare l'opinione di una simpatia politica di Sorel con il fascismo che risulterebbe dissolta nel 1921:
Di diverso tenore i giudizi espressi nell'epistolario con Croce che testimoniano la simpatia politica di Sorel verso il movimento fascista; il 26 agosto 1921, scriveva a Croce: «Le avventure del fascismo sono in questo momento il fenomeno sociale più originale in Italia; mi sembra che vadano ben al di là delle combinazioni dei politicanti»
Dall'estate del '21 Sorel indicava nel fascismo l'artefice di una rivoluzione politica a cui la Francia avrebbe dovuto guardare. Tra il settembre 1921 e la sua morte, nell'agosto del 1922, non troviamo più nulla.
Nell'ottobre 1932, l'ambasciatore in Francia dell'Italia fascista, su ordine diretto di Benito Mussolini, rivolgeva una missiva alla famiglia Sorel con su scritto: «Il regime fascista, informato dello stato di abbandono in cui versa la tomba di Sorel, si offre di assumerne la cura e di elevarvi un monumento».. Dopo diverso tempo dall'offerta ricevuta la famiglia fece sapere che le condizioni della tomba del loro congiunto riguardavano solo la famiglia e nessun altro.

## Opere
- Contribution à l'étude profane de la Bible [Contributo allo studio profano della Bibbia], Parigi, Auguste Ghio, 1889;
- Le Procès de Socrate, examen critique des thèses socratiques [Il processo di Socrate, esame critico delle tesi socratiche], Parigi, Félix Alcan, 1889;
- Les Girondins du Roussillon [I girondini del Rossiglione], Perpignan, Charles Latrobe, 1889 (testo in linea);
- Essai sur la philosophie de Proudhon [Saggio sulla filosofia di Proudhon], 1ª ed. come articoli, 1892; nuova edizione: Parigi, Stalker Editeur, 2007;
- D’Aristote à Marx (L’ancienne et la nouvelle métaphysique) [Da Aristotele a Marx (L'antica e la nuova metafisica)], 1ª ed. come articoli, 1894; nuova edizione: Parigi, Marcel Rivière, 1935;
- Étude sur Vico [Studio su Vico], 1ª ed. come articoli, 1896; ristampato in Étude sur Vico et autres écrits [Studio su Vico e altri scritti], Parigi, Champion, 2007;
- L’avenir socialiste des syndicats [Il futuro socialista dei sindacati], 1ª ed. come articoli, 1898; quindi Parigi, Librairie de l’Art social, 1898;
- La ruine du monde antique. Conception matérialiste de l’histoire [La rovina del mondo antico. Concezione materialista della storia], 1ª ed. Parigi, Librairie G. Jacques et Cie, 1902; 2ª ed. Parigi, Marcel Rivière, 1925); 3ª ed. Marcel Rivière, 1933, (testo in linea);
- Introduction à l’économie moderne [Introduzione all'economia moderna], 1ª ed. Parigi, G. Jacques, 1903; 2ª ed. Parigi, Marcel Rivière, 1922;
- Saggi di critica del marxismo, Palermo, Remo Sandron, 1903; ritradotto in Essais de critique du marxisme. Œuvres I, Patrick Gaud (a cura di), Parigi, L’Harmattan, 2007;
- Le Système historique de Renan [Il sistema storico di Renan], Parigi, G. Jacques, 1906;
- Insegnamenti sociali dell'economia moderna. Degenerazione capitalista e degenerazione socialista, Palermo, Remo Sandron, 1907;
- Réflexions sur la violence [Considerazioni sulla violenza], 1ª ed. 1908; 4ª ed. definitiva Parigi, Marcel Rivière, 1919; ed. con apparato critico e indice, Ginevra-Parigi, Entremonde, 2013;
- Les illusions du progrès [Le illusioni del progresso], Parigi, Marcel Rivière, 1908;
- La décomposition du marxisme [La decomposizione del marxismo], 1ª ed. Parigi, Librairie de Pages libres, 1908; Parigi, Marcel Rivière, 1910;
- La révolution dreyfusienne [La rivoluzione dreyfusiana], 1ª ed. Parigi, Marcel Rivière, 1909, (testo in linea);
- Lettres à Paul Delesalle, 1914-1921 [Lettere a Paul Delesalle], Parigi, Bernard Grasset, 1947;
- Matériaux d’une théorie du prolétariat [Materiali per una teoria del proletariato], 1ª ed. Parigi, Marcel Rivière, 1919;
- De l’utilité du pragmatisme [L'utilità del pragmatismo], Parigi, Marcel Rivière, 1921 (testo in linea);
- Lettere a un amico d’Italia, Bologna, L. Capelli, 1963;
- Scritti sul socialismo, Catania, Pellicanolibri, 1978;
- La décomposition du marxisme et autres essais [La decomposizione del marxismo e altri saggi], antologia stabilita da T. Paquot, Parigi, PUF, 1982.